# 남의사
남의사(중국어: 藍衣社, 영어: Blue Shirts Society, BSS)는 극우 정당 중국 국민당 산하의 파시즘 비밀조직으로 장제스의 지휘 아래 중화민국과 국민당을 군국주의 노선으로 이끌어간 일종의 정보기관이자 준군사조직이었다. 삼민주의역행사(三民主義力行社)라고도 한다. 철저하게 우파적 정신으로 무장한 조직으로 중국공산당 탄압과 국민정부의 권력 강화를 위해 반대파에 대한 백색테러, 숙청, 암살 등에 관여하였다.
남의사는 1931년 제1차 국공 합작에 반대하는 황푸 군관학교 출신의 중국 국민당 내 우파가 모여 결성하였다. “남의”(藍衣)라는 이름은 중국 국민당의 남색 제복에서 유래했다. 이들은 철저한 비밀 조직으로 외부에 노출되지 않으며, 우두머리인 사장(社長, 장제스), 총사(總社), 각 성에 설치된 분사(分社), 구분사(區分社), 소조(小組) 등의 조직이 있었다. 조직이 노출되지 않기 위해 서로 횡적 연락도 하지 않았다.
국공 내전 시기에 이들의 주요 활동은 대(對) 중국공산당 첩보 활동, 협박, 체포, 숙청, 암살 등으로 중국공산당 및 중국 국민당 내 반(反) 장제스 세력 탄압의 선봉으로 활약했다. 이들은 매우 잔인하고 과격한 행동으로 “중국의 군국주의”라 불리며 공포와 혐오의 대상이 되었다.
1930년대에 악명을 떨치며 나치 독일의 친위대인 SS와 비견되던 남의사는 중일 전쟁 이후 1938년에 삼민주의 청년단에 통합 및 흡수되어 사라졌다.

## 같이 보기
- 장제스
- 삼민주의 청년단
- 백색 테러
- 백의사
- 서북청년단
- 염동진
- 마이클 콜린스
- 파시즘
- 오사마 빈 라덴
- 중국 국민당
- 의열단
- 김원봉
- 나치 돌격대
- 검은 셔츠단
- 붉은 셔츠단